# Distrito Norte (Palma de Mallorca)

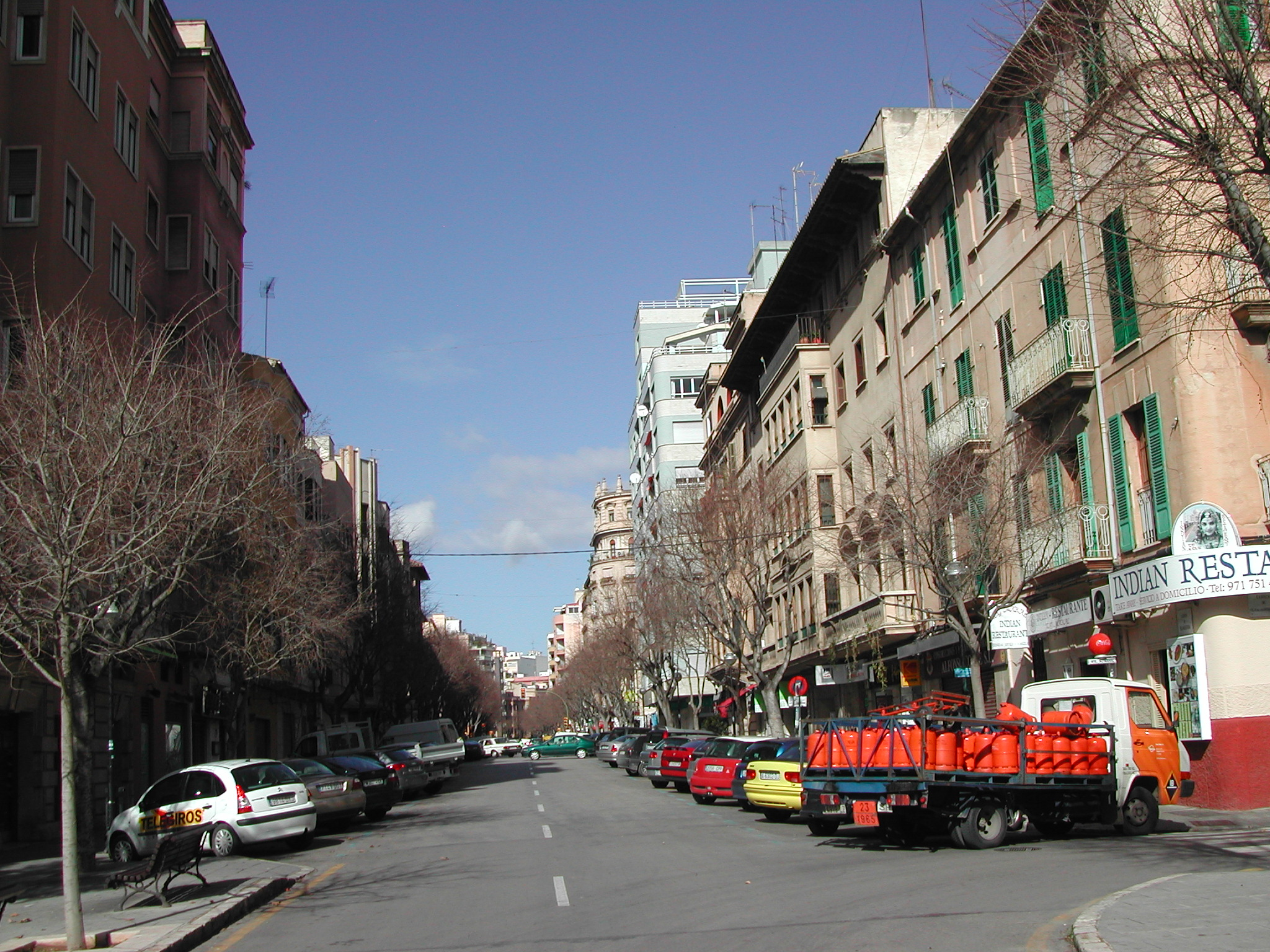
Calle Blanquerna.

El distrito norte es una de las cinco zonas administrativas en las que se divide el término municipal de Palma de Mallorca. El actual regidor del distrito Norte es Llorenç Carrió y el actual Coordinador de distrito es Miquel Àngel Barceló. La anterior regidora del distrito Norte (2015-2019) fue Aurora Jhardi Massanet y el anterior Coordinador de distrito (2015-2019) Antonio Villalonga. La oficina del distrito está situada en la calle Felip II, 17.

## Barrios
|    |                        |                  |  |  |
|    | Barrio                 | Población (2018) |  |  |
| 41 | Secar de la Real       | 4,873            |  |  |
| 42 | Establiments           | 3,107            |  |  |
| 43 | Son Espanyol           | 714              |  |  |
| 44 | Son Sardina            | 2,924            |  |  |
| 45 | Cas Capiscol           | 9,190            |  |  |
| 46 | Campo Redondo          | 14,391           |  |  |
| 47 | Buenos Aires           | 20,066           |  |  |
| 48 | Plaza de Toros         | 16,103           |  |  |
| 49 | Son Oliva              | 6,419            |  |  |
| 50 | Amanecer               | 538              |  |  |
| 51 | L'Oliverar             | 3,716            |  |  |
| 52 | La Indiotería (urbana) | 3,576            |  |  |
| 53 | La Indiotería (rural)  | 1,601            |  |  |
| 54 | Archiduque             | 7,197            |  |  |
|    | TOTAL                  | 90,749           |  |  |